# Préfecture d'arrondissements d'Al Fida-Mers Sultan
La préfecture d'arrondissements d'Al Fida-Mers Sultan est l'une des 8 préfectures d'arrondissement de Casablanca.
Cette préfecture, d'une superficie de 7,44 km2, comprend deux arrondissements :
- L'arrondissement Al Fida (3,79 km2)
- L'arrondissement Mers Sultan (3,65 km2)

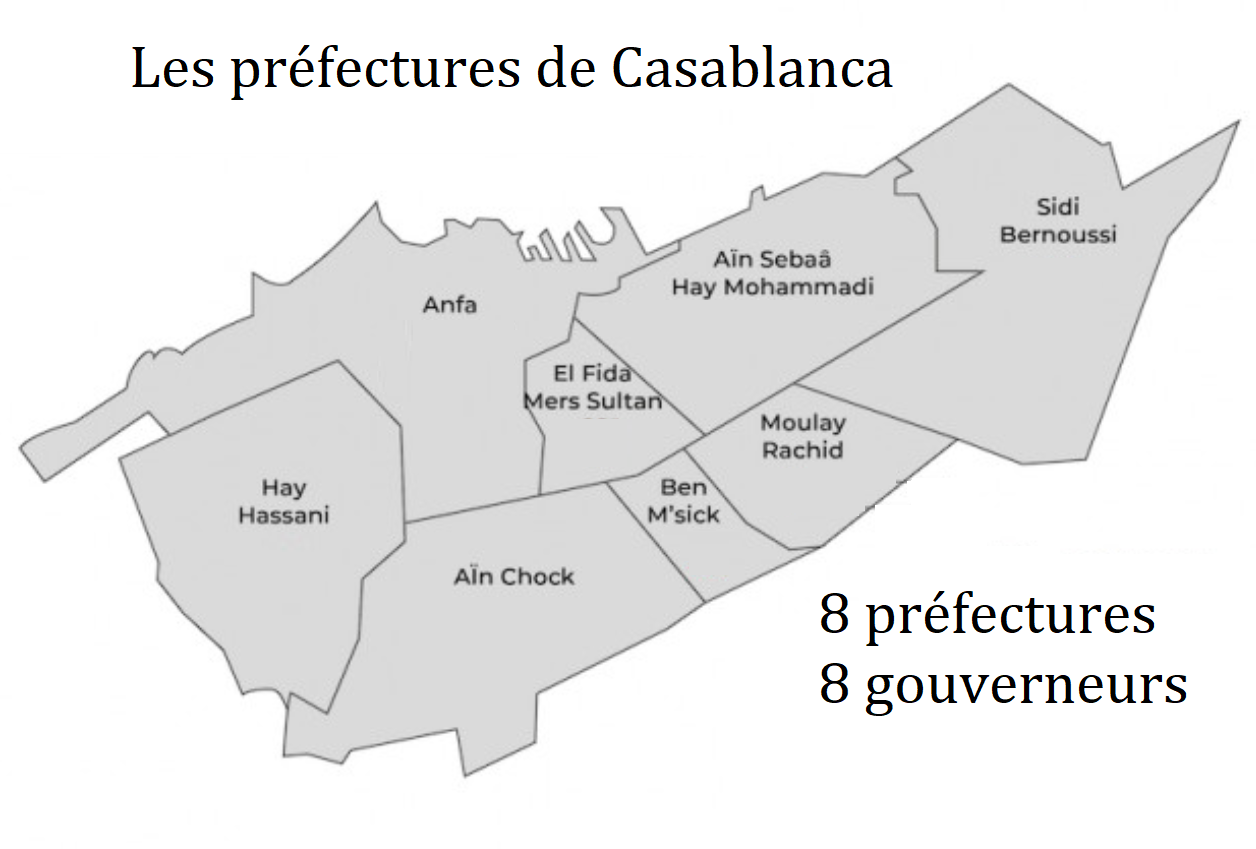

## Population
Sa population est passée de 386 700 à 332 682 habitants de 1994 à 2004 et était estimée à 335 500 habitants en 2008.
Selon la dernière enquête du HCP menée en 2024, sa population est de 224 072 habitants.
|                                          | 1994              | 2004              | 2008              | 2014              | 2024              |
| Arrondissement Al Fida                   | 220 426 hab.      | 186 754 hab.      | 188 336 hab.      | 186 754           | 125 933           |
| Arrondissement Mers Sultan               | 166 274 hab.      | 145 928 hab.      | 147 164 hab.      | 129 759           | 98 139            |
| Préfecture Al Fida - Mers Sultan (Total) | 386 700 habitants | 332 682 habitants | 335 500 habitants | 332 682 habitants | 224,072 habitants |